# Gastronomia de Belize
La gastronomia beliziana engloba els hàbits culinaris de Belize. La seva varietat es deu a les influències culinàries de diferents zones del món, com ara criolla (garífuna), caribenya, mexicana, xinesa, sud-americana, europea (especialment l'espanyola) i libanesa, i també guatemalteca, africana i nord-americana. És una fusió de totes les ètnies del país i la seva gran varietat d'aliments respectivament.

## Característiques
Els aliments bàsics són l'arròs i els fesols, i solen servir-se com a acompanyament. Hi una lleugera diferència entre rice and beans (arròs i fesols), que es cuinen junts (de vegades amb llet de coco) i beans and rice (fesols i arròs), que es cuinen per separat. Els fesols solen ser de la varietat vermella petita, però de vegades s'utilitzen fesols negres.
Les carns consumides solen ser de pollastre, porc i vedella, i d'altres com armadillo, iguana, cérvol, senglar i paca, un rosegador similar a un conillet d'Índies. A les zones de la costa i els cais hi abunda el peix i el marisc, com les gambes, les llagostes o els caragols de mar. En el passat, Belize ha estat un gran exportador de llagosta. Les begudes són principalment cervesa local, vi dolç fet amb anacards i còctels de rom.
Els belizians mengen molta chaya, una verdura de fulla nativa semblant als espinacs considerada com un superaliment, ric en proteïnes, calci i ferro. Les verdures crues no són gaire habituals als mercats, al contrari de les fruites locals (mangos, papaies, pinyes, melons i plàtans). Aquestes fruites es troben en postres com el pastís negre o el de banana, que incorpora el coco. Altres fruites són els anacards i la carambola, una fruita àcida. L'arròs amb llet i el flam són herència espanyola.
Habitualment, a Belize es fan tres àpats diaris. L'esmorzar sovint consisteix en pa (johnnycake, pan dulce, bollos i creole bread), tortillas de farina (tacos, tamales i burritos) o fry Jacks que sovint són casolans i es mengen amb diversos formatges. Tots s'acompanyen sovint amb fesols refregits, formatges i diverses formes d'ous, etc. També inclou cereals juntament amb llet, cafè o te. Els àpats del migdia varien, des d'aliments més lleugers com arròs i fesols, tamales, panades (pastissos de carn fregida), escabeche (sopa de ceba), chimole o chirmole (sopa), pollastre guisat, garnaches (tortillas fregides amb fesols, formatge i salsa de ceba o col tallades a daus) a diversos sopars constituïts amb algun tipus d'arròs i fesols, carn i amanida o coleslaw.
A les zones rurals els àpats poden ser més simplificats que a les ciutats. Els maies utilitzen recado (una barreja d'espècies) i blat de moro per a la majoria dels seus àpats, i els garífunes són aficionats als mariscs, la iuca (especialment feta en pa de mandioca o ereba) i les verdures.

## Algunes especialitats[3]

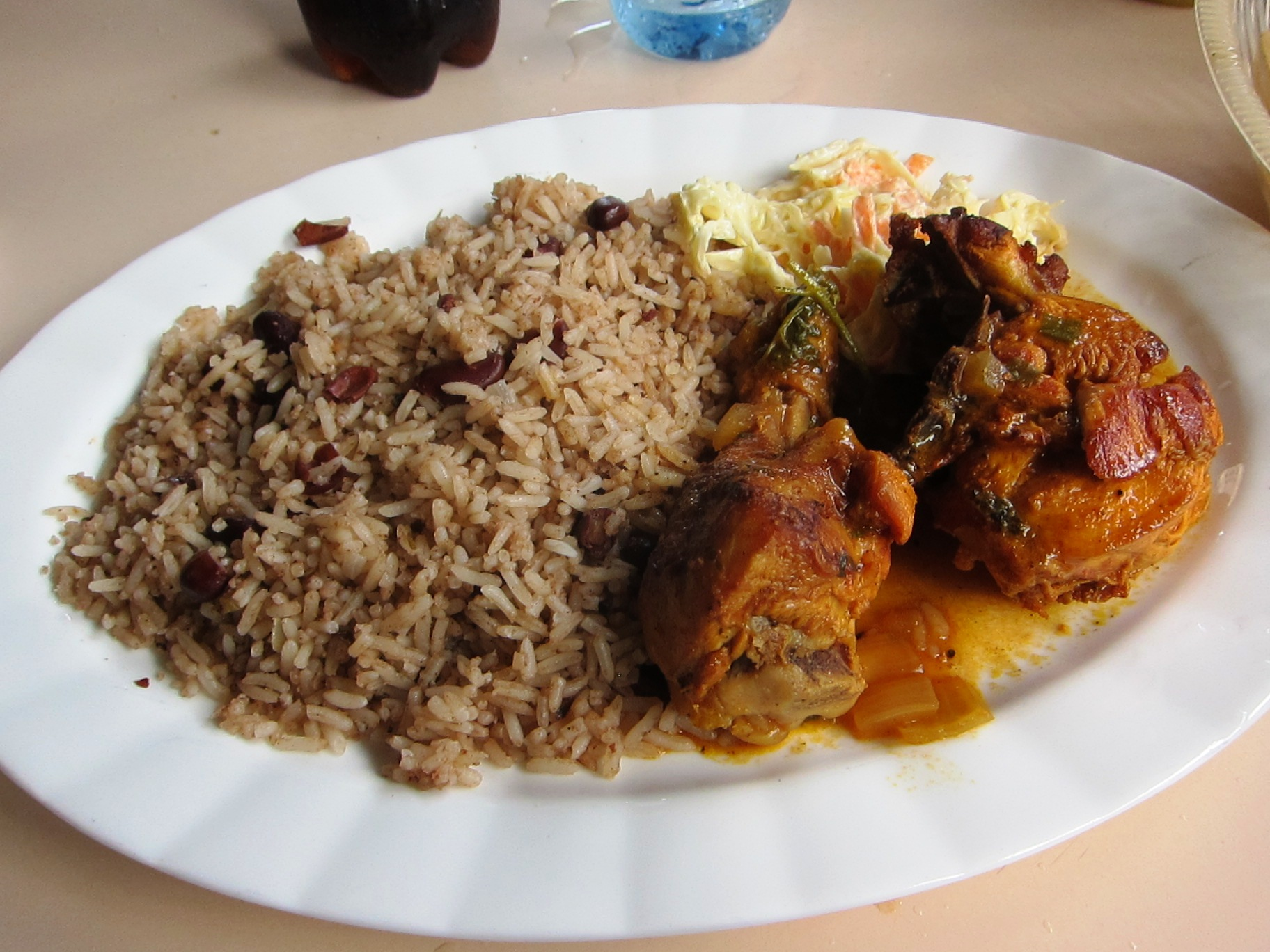
Un plat d'arròs i fesols, guisat de pollastre i amanida de patata

- Arròs amb fesols (rice and beans o beans and rice): una barreja d'arròs i fesols, un plat bàsic de Belize
- Refried beans: farinetes de fesols refregits
- Fry Jack: una mena de crep de farina fregida
- Johnnycake: un pa semblant a un brioix que habitualment es menja per esmorzar[6]
- Ereba: pa de mandioca
- Escabeche: una sopa de ceba[6]
- Tapado: una sopa picant de peix i marisc, una especialitat dels garífunes[11]
- Conch soup: una sopa de caragol marí, un plat tradicional de la costa[5][12]
- Conch fritter: bunyols de caragol marí
- Garnache: una tortilla fregida acompanyada de fesols, verdures i formatge
- Panades: pastissos de carn fregida, versió beliziana de les empanadas de l'Amèrica Central[6]
- Chaya and eggs: ous remenats amb chaya, una verdura semblant als espinacs[6]
- Ceviche: una marinada freda de peix, caragol o gambes "cuita" en suc de llima i condimentada[4]
- Estofat de pollastre, peix o vedella
- Cochinita pibil: carn de porc cuinada en fulles de plàtan[6]
- Chimole: un guisat similar a una sopa amb moltes espècies, d'origen maia; de vegades és anomenat gumbo negre[4][13]
- Pastís de fruites negre, que es consumeix principalment en celebracions i té reminiscències centreeuropees[14]
- Sucs i batuts de fruites
- Seaweed shake: batut fet amb algues seques, llet evaporada, llet condensada i gel, aromatitzat amb canyella i de vegades rom o brandi[15][4]